# مسابقات تکواندو قهرمانی آسیا ۲۰۰۴
مسابقات تکواندو قهرمانی آسیا ۲۰۰۴، شانزدهمین دوره مسابقات تکواندو قهرمانی آسیا بود که از ۲۰ تا ۲۳ مه ۲۰۰۴، در سئونگنام، کره جنوبی برگزار شد.

## خلاصه مدال‌ها

### مردان
| رویداد               | طلا                       | نقره                       | برنز                              |
| Finweight −۵۴ ک‌گ     | چوی یئون-هو · کرهٔ جنوبی   | Chen Wei-hsin · تایوان     | Fahad Bin Dowisan · عربستان سعودی |
| Finweight −۵۴ ک‌گ     | چوی یئون-هو · کرهٔ جنوبی   | Chen Wei-hsin · تایوان     | Evgeniy Lee · ازبکستان            |
| Flyweight −۵۸ ک‌گ     | Ko Seok-hwa · کرهٔ جنوبی   | محمد باقری معتمد · ایران   | Ahmed Qassem · عراق               |
| Flyweight −۵۸ ک‌گ     | Ko Seok-hwa · کرهٔ جنوبی   | محمد باقری معتمد · ایران   | Tshomlee Go · فیلیپین             |
| Bantamweight −۶۲ ک‌گ  | Kim Hyang-soo · کرهٔ جنوبی | Su Tai-yuan · تایوان       | Vũ Anh Tuấn · ویتنام              |
| Bantamweight −۶۲ ک‌گ  | Kim Hyang-soo · کرهٔ جنوبی | Su Tai-yuan · تایوان       | Noel Moukhaiber · لبنان           |
| Featherweight −۶۷ ک‌گ | امید غلامزاده · ایران     | Jamil Al-Khuffash · اردن   | Cao Trọng Chinh · ویتنام          |
| Featherweight −۶۷ ک‌گ | امید غلامزاده · ایران     | Jamil Al-Khuffash · اردن   | Sung Yu-chi · تایوان              |
| Lightweight −۷۲ ک‌گ   | Son Jun-kil · کرهٔ جنوبی   | وحید عبداللهی · ایران      | Yesbol Yerden · قزاقستان          |
| Lightweight −۷۲ ک‌گ   | Son Jun-kil · کرهٔ جنوبی   | وحید عبداللهی · ایران      | Moataz Akkam · سوریه              |
| Welterweight −۷۸ ک‌گ  | Park Jeong-ho · کرهٔ جنوبی | Hu Po-kang · تایوان        | Alexander Briones · فیلیپین       |
| Welterweight −۷۸ ک‌گ  | Park Jeong-ho · کرهٔ جنوبی | Hu Po-kang · تایوان        | Wong Kai Meng · مالزی             |
| Middleweight −۸۴ ک‌گ  | Jung Yong-han · کرهٔ جنوبی | Bai Yu · چین               | Jalal Mahmoud · اردن              |
| Middleweight −۸۴ ک‌گ  | Jung Yong-han · کرهٔ جنوبی | Bai Yu · چین               | Phan Tấn Đạt · ویتنام             |
| Heavyweight +۸۴ ک‌گ   | Nguyễn Văn Hùng · ویتنام  | Abdulqader Al-Adhami · قطر | Ibrahim Aqil · اردن               |
| Heavyweight +۸۴ ک‌گ   | Nguyễn Văn Hùng · ویتنام  | Abdulqader Al-Adhami · قطر | Khaled Al-Dosari · عربستان سعودی  |

### زنان
| رویداد               | طلا                                | نقره                           | برنز                          |
| Finweight −۴۷ ک‌گ     | Park Hyo-joo · کرهٔ جنوبی           | Nguyễn Thị Huyền Diệu · ویتنام | Awatef Al-Assaf · اردن        |
| Finweight −۴۷ ک‌گ     | Park Hyo-joo · کرهٔ جنوبی           | Nguyễn Thị Huyền Diệu · ویتنام | Eunice Alora · فیلیپین        |
| Flyweight −۵۱ ک‌گ     | Wu Yen-ni · تایوان                 | Lee Ji-hye · کرهٔ جنوبی         | Elaine Teo · مالزی            |
| Flyweight −۵۱ ک‌گ     | Wu Yen-ni · تایوان                 | Lee Ji-hye · کرهٔ جنوبی         | Zain Al-Khasawneh · اردن      |
| Bantamweight −۵۵ ک‌گ  | Cosette Basbous · لبنان            | Renuka Magar · نپال            | Kylie Treadwell · استرالیا    |
| Bantamweight −۵۵ ک‌گ  | Cosette Basbous · لبنان            | Renuka Magar · نپال            | Saule Sardarova · قزاقستان    |
| Featherweight −۵۹ ک‌گ | Yoon Sung-hee · کرهٔ جنوبی          | Caroline Marton · استرالیا     | Julie Dib · لبنان             |
| Featherweight −۵۹ ک‌گ | Yoon Sung-hee · کرهٔ جنوبی          | Caroline Marton · استرالیا     | Su Li-wen · تایوان            |
| Lightweight −۶۳ ک‌گ   | Zong Shaojuan · چین                | H. Thoibinao Chanu · هند       | کارمن مارتون · استرالیا       |
| Lightweight −۶۳ ک‌گ   | Zong Shaojuan · چین                | H. Thoibinao Chanu · هند       | Kao Hui-chun · تایوان         |
| Welterweight −۶۷ ک‌گ  | لی سون-هی (تکواندوکار) · کرهٔ جنوبی | Yang Wen-chen · تایوان         | Toni Rivero · فیلیپین         |
| Welterweight −۶۷ ک‌گ  | لی سون-هی (تکواندوکار) · کرهٔ جنوبی | Yang Wen-chen · تایوان         | Rasha Al-Sadaga · اردن        |
| Middleweight −۷۲ ک‌گ  | Zhang Huixin · چین                 | Kim Ye-son · کرهٔ جنوبی         | Nurgul Berkaliyeva · قزاقستان |
| Middleweight −۷۲ ک‌گ  | Zhang Huixin · چین                 | Kim Ye-son · کرهٔ جنوبی         | Criselda Roxas · فیلیپین      |
| Heavyweight +۷۲ ک‌گ   | Kim Seung-hee · کرهٔ جنوبی          | Tsui Fang-hsuan · تایوان       | Shaden Thweib · اردن          |
| Heavyweight +۷۲ ک‌گ   | Kim Seung-hee · کرهٔ جنوبی          | Tsui Fang-hsuan · تایوان       | Trần Thị Ngọc Bích · ویتنام   |

## جدول مدال‌ها
| رتبه            | کشور            | طلا | نقره | برنز | مجموع |
| --------------- | --------------- | --- | ---- | ---- | ----- |
| ۱               | کرهٔ جنوبی       | ۱۰  | ۲    | ۰    | ۱۲    |
| ۲               | چین             | ۲   | ۱    | ۰    | ۳     |
| ۳               | تایوان          | ۱   | ۵    | ۳    | ۹     |
| ۴               | ایران           | ۱   | ۲    | ۰    | ۳     |
| ۵               | ویتنام          | ۱   | ۱    | ۴    | ۶     |
| ۶               | لبنان           | ۱   | ۰    | ۲    | ۳     |
| ۷               | اردن            | ۰   | ۱    | ۶    | ۷     |
| ۸               | استرالیا        | ۰   | ۱    | ۲    | ۳     |
| ۹               | قطر             | ۰   | ۱    | ۰    | ۱     |
| ۹               | نپال            | ۰   | ۱    | ۰    | ۱     |
| ۹               | هند             | ۰   | ۱    | ۰    | ۱     |
| ۱۲              | فیلیپین         | ۰   | ۰    | ۵    | ۵     |
| ۱۳              | قزاقستان        | ۰   | ۰    | ۳    | ۳     |
| ۱۴              | عربستان سعودی   | ۰   | ۰    | ۲    | ۲     |
| ۱۴              | مالزی           | ۰   | ۰    | ۲    | ۲     |
| ۱۶              | ازبکستان        | ۰   | ۰    | ۱    | ۱     |
| ۱۶              | سوریه           | ۰   | ۰    | ۱    | ۱     |
| ۱۶              | عراق            | ۰   | ۰    | ۱    | ۱     |
| مجموع (۱۸ کشور) | مجموع (۱۸ کشور) | ۱۶  | ۱۶   | ۳۲   | ۶۴    |